# Роя (село)
Ро́я (латыш. Roja) — населённый пункт («крупное село», латыш. lielciems) в Латвии, административный центр Ройской волости Талсинского края. Расположена на берегу Рижского залива, в устье одноимённой реки.

## История
Роя известна с 1387 года. С 1969 по 1990 год имела статус посёлка городского типа. До 2009 года входила в Талсинский район, в 2009—2021 годах — административный центр Ройского края.
При впадении реки Роя в затоку возле села обнаружены древние погребения викингов в ладьях.

## Население
| 1959 | 1970 | 1979 | 1989 | 2010 | 2015 | 2019 | 2022 |
| ---- | ---- | ---- | ---- | ---- | ---- | ---- | ---- |
| 4048 | 2145 | 2504 | 2785 | 2715 | 2434 | 2229 | 2120 |